# ホルガー・ヒラー
ホルガー・ヒラー（Holger Hiller、1956年12月26日 - ）は、ドイツのミュージシャンである。
ヒラーはハンブルクにあるハンブルク芸術大学で芸術を学び、そこでヴァルテル・ティールシュとトーマス・フェルマンに出会い、彼らとの最初の作品を録音した。彼は後にフェルマンと共に、1980年にパレ・シャンブルグというバンドを結成し、その中で歌手を務めた。同時に彼のソロ・キャリアもスタートしている。ヒラーは、サンプラーをメインまたは唯一の楽器として使用したヨーロッパで最初のミュージシャンの1人であった。
1984年から彼はロンドンに住み、最終的にミュート・レコードのプロデューサーとして働いた。1988年にビデオ・アーティストの羽田明子と『Ohi Ho Bang Bang』をレコーディング。ビデオでは、ヒラーとカール・ボニーが部屋にあるすべてのものから異なるサウンドを作り出している姿を観ることができる。それらのサウンドから歌曲がカットされて作成されるのだが、すべての音がまだその作成段階でビデオ映像と同期している。このサンプリング技術の音楽からビデオへの移行は先駆的だったかもしれないが、わずか10年後、カスタムメイドのソフトウェアを使用して作成したコールドカットによるシングル「Timber」によってポピュラリティーを獲得した。
2003年以来、ヒラーはベルリンに住み、英語の教師として働いている。

## ディスコグラフィ

### リーダー・アルバム
- 『腐敗のルツボ』 - Ein Bündel Fäulnis in der Grube (1983年、AtaTak)
- Oben Im Eck (1986年、Mute) ※日本盤は『怪人ホルガ―博士の実験室』 - Hyperprismとして発売
- Ohi Ho Bang Bang (1988年、Mute) ※with Karl Bonnie。ビデオ担当 羽田明子
- 『アズ・イズ』 - As Is (1992年、Mute)
- 『デミックスド』 - Demixed (1993年、Mute)
- Little Present (1995年、Mute)
- Holger Hiller (2000年、Mute)

### EP
- Holger Hiller (1980年、AtaTak)
- Konzentration der Kräfte (1981年) ※with ヴァルテル・ティールシュ
- Guten Morgen Hose (1985年、AtaTak) ※ショート・オペラ。 with Andreas Dorau

### パレ・シャンブルグ
- 『パレ・シャンブルク』 - Palais Schaumburg (1981年、Phonogram)
- Das Single Kabinett (1981年、ZickZack) ※コンピレーション

### 参加アルバム
- Various Artists : Das ist Schönheit (1980年、Art)